# Roger-Guy Werner
Roger-Guy Werner (1901-1977) fue un botánico, micólogo, briólogo, y algólogo francés. Realizó expediciones botánicas a Marruecos, Siria, España, Francia, habiendo creado un herbario de liquenes de la flora de Marruecos.

## Algunas publicaciones
- Charles Killian, Roger-Guy Werner. 1927. L'Ectostroma Liriodendri Fr. des auteurs, maladie pseudocryptogamique du Liriodendron tulipifera L. ...
- Werner, R.G. Récoltes Inédites du Dr R. Maire et de R.G. Werner.
- ------------. 1954. Lichens et champignons nord-Africains. Rev. Bryol. Lichenol. 23: 197-213
- ------------. 1965. Note sur quelques champignons intéressants et endemiques du Maroc. Bulletin Trimestriel de la Société Mycologique de France 81 (2): 288-294, 1 col. pl., 1 fig.
- ------------. 1967. La gonidie marocaine du Protoblastenia testacea (Hoffm.) Clauz. et Rond. 11 pp.
- ------------. 1968. Morphologie et Spécificité des Symbiotes Lichéniques
- ------------. 1977. Lichens nouveaux pour le Maroc ou la science avec regard sur la Grèce. Scientific Ann. of the School of Agriculture and Forestry, Aristotelian University Thessaloniki IH’-B: 1-15

### Libros
- ------------. 1927. Recherches biologiques et expérimentales sur les ascomycètes de lichens. Volumen 1094 de Thèses présentées à la Faculté de Sciences de Paris. Série A. Ed. Braun & Cie. 78 pp.
- ------------. 1931. Histoire de la synthèse lichénique. Volumen 27 de Mémoires de la Société des sciences naturelles du Maroc. 44 pp.
- Maire, R.C.J.E.; Werner, R.G. 1937. Fungi Maroccani. Mémoires de la Société des Sciences Naturelles du Maroc 45: 1-147
- ------------. 1939. Contribution à la flore cryptogamique du Maroc: Étude biogéographique et écologique sur la flore lichénique de la région de Tanger. 54 pp.
- ------------. 1969. Colloque sur les lichens et la symbiose lichénique organisé à Paris au nom de la Société les 17, 18 et 19 novembre 1967. Nº 2 de Mémoires (Société botanique de France : 1949). 230 pp.
- Xavier Llimona, Roger Guy Werner. 1975. Quelques lichens nouveaux ou intéressants de la Sierra de Gata, (Almeria, SE de l'Espagne). Volumen 16 de Acta phytotaxonomica Barcinonensia. 32 pp.
- ------------. 1979. La flore lichenique de la Cordillère Bético-Rifaine: étude phytogéographique et écologique

## Honores

### Epónimos
- "Herbario R.G. Werner"

- La abreviatura «Werner» se emplea para indicar a Roger-Guy Werner como autoridad en la descripción y clasificación científica de los vegetales.[3]